# Hilara hirtella
Hilara hirtella är en tvåvingeart som beskrevs av Collin 1927. Hilara hirtella ingår i släktet Hilara och familjen dansflugor. Inga underarter finns listade i Catalogue of Life.